# Chavdar Yankov
Chavdar Yankov (Чавдар Янков en búlgaro) (29 de marzo de 1984) es un futbolista búlgaro, se desempeña como centrocampista y como centrocampista defensivo. Actualmente juega en el PFC Slavia Sofia de la Liga Profesional de Bulgaria.

## Selección nacional
Ha sido internacional con la Selección de fútbol de Bulgaria, ha jugado 50 partidos internacionales y ha anotado 5 goles.

## Clubes
| Club             | País     | Año         |
| ---------------- | -------- | ----------- |
| PFC Slavia Sofia | Bulgaria | 2001-2005   |
| Hannover 96      | Alemania | 2005-2009   |
| MSV Duisburgo    | Alemania | 2009        |
| Metalurg Donetsk | Ucrania  | 2010        |
| FC Rostov        | Ucrania  | 2010 - 2011 |
| Metalurg Donetsk | Ucrania  | 2011-2012   |
| PFC Slavia Sofia | Bulgaria | 2012-       |